# К. Т. Хао
Куан Цай Хао (Kuang-Tsai Hao, кит. трад. 郝廣才) — тайваньский писатель, редактор, издатель.

## Жизнь и творчество
К. Т. Хао родился в городе Тайбэй, столице Тайваня 3 апреля, 1961 года. Получил юридическое образование в университете National Chengchi University в 1983 году.
Главный редактор публичной компании ECHO, Тайбэй в 1985—1987. Заместитель редакционного директора издательства «Юаньлю», публичная компания в 1987—1992. Управляющий редактор Grimm Press с 1992 года. Член жюри Международной книжной ярмарки «Болонья» в 1996 году. В настоящее время занимает пост председателя и генерального директора в Grimm Press Inc.
В американском журнале «Publishers Weekly» творчество K.T. Xao назвали «комиксами (рисованными книгами), объединяющими тайваньскую и международные практики». Автор перенимает опыт международных иллюстрированных книг, не только расширяет мировоззрение тайваньских детей по поводу мировой культуры, но и учит давать эстетическую оценку. Авторские права на книги с иллюстрациями покупают такие страны, как США, Франция, Англия, Канада, Германия, Япония, Корея и другие, что позволяет миру читать лучшие образцы тайваньской литературы в иллюстрациях.
К. Т. Хао — не только один из известных современных авторов детской литературы на Тайване, он также является представителем индивидуального стиля, для которого характерен рифмованный текст. Его особенность заключается в сочетании искусно подобранного языка и традиций рифмовки, гармонично сливающихся в единую историю настоящего. Автор изображает сильные чувства и они легко воспринимаются маленькими читателями, его сюжет яркими красками бурлит в воображении. Он с легкостью знакомит людей с обычными образами. Автор в совершенстве владеет образной системой, присущей для рассказа историй. Его наследие посвящено освещению тем, которые важны в жизни человека, поэтому содержание его произведений глубоко и интересно.

## Переводы на украинский
В 2017 году арт-издательство Nebo BookLab Publishing представило книгу К. Т. Хао «Соскучилась ли по мне твоя борода?»
«Соскучилась ли по мне твоя борода?» рассказывает о теплоте взаимоотношений между папой и дочерью, когда они находятся друг от друга на расстоянии. Перевела книгу Юлия Смирнова, а иллюстрации нарисовал Пауло Доменикони (Paolo Domeniconi).
Если говорить о сюжете, то «Соскучилась ли по мне твоя борода?» — это нежный, полный любви и легкой грусти, телефонный разговор дочери с папой. О чём? Так о том, как они одно за другим соскучились. И безразлично, что их разделяет пространство, безразлично, что проходят годы, безразлично, потому что настоящая родительская любовь не проходит и не исчезает, несмотря ни на что. И хотя в украинском переводе текст Хао неримирован, поэтизм вербального и визуального нарративов не уловить просто невозможно.
Аннотация к книге:
Родители не могут постоянно быть рядом со своими детьми, но как сделать так, чтобы ребёнок знал, что о нём ежеминутно беспокоятся? В этой книге любовь родителей и детей изображается через глаза, ушко, носик, ротик, руки и движения. Проходит время и приходит период, когда дети начинают скучать, задают вопросы и ждут ответа, что им дарят чувство безопасности. Ребёнок может понять, что даже если папа не может всегда быть рядом, он никогда не перестает любить!